# Clyde Chesser and his Texas Village Boys
Clyde Chesser and his Texas Village Boys waren eine US-amerikanische Country-Band aus Texas.

## Geschichte
Leiter und Manager der Texas Village Boys war Clyde „Barefoot“ Chesser (* 19. August 1929 in Tahoka, Texas), der in Oglesby, Texas, aufwuchs. Seine erste Radioshow hatte Chesser über KWTX in Waco, Texas, und war um 1951 als DJ erstmal bei KCLW in Hamilton, Texas, angestellt. Zwischen 1951 und 1953 leistete er seinen Militärdienst ab und war unter anderem in Deutschland stationiert. 1953 fand er eine Anstellung bei KCEN-TV in Temple, Texas.
In dieser Zeit gründete er auch die Texas Village Boys, die Ende 1954 aus Eddie Spradley (Fiddle), Alvin Berry (Bass), Arnold Williams (Gitarre) und Gaylon Christie (Steel Guitar) bestanden. Als Sänger waren Okie Davis und Eddie Spradley in der Band vertreten. Chesser selbst spielte nicht in der Band, sondern managte sie, moderierte ihre Shows und war weiterhin als Radiomoderator aktiv. Im November 1954 spielten die Texas Village Boys ihre erste Single für Central Records ein, der erst 1957 eine zweite folgen sollte. Auch für das Label Telecraft wurden Aufnahmen gemacht, jedoch ist nicht klar, wann diese Songs eingespielt wurden. Chessers Song If Jesus Came to Your House wurde später von Stars wie Red Sovine, Tex Ritter und Porter Wagoner gecovert.
Ab 1954 waren die Texas Village Boys zusätzlich in dem TV-Barndance Blue Bonnet Barn Dance auf KCEN-TV jeden Samstagabend zu sehen. Die Show entwickelte sich zu einem großen Erfolg in der Region und war bis Ende der 1950er-Jahre auf Sendung. Die Texas Village Boys wurden dadurch mit ihrer Mischung aus Country- und Pop-Songs in Western-Swing-Stil weitreichend um Waco und Temple berühmt. In diesen Jahren spielten viele verschiedene Musiker in den Texas Village Boys, darunter Frank McWhorter (als „Frankie Quarter“) und Leon Rausch (als „Leon Ralph“), die beide in den 1960er-Jahren Mitglieder von Bob Wills’ Texas Playboys waren.
Die Texas Village Boys gingen Ende der 1950er-Jahre/Anfang der 1960er-Jahre auseinander. Clyde Chesser zog danach erst nach Houston, wo er Country-Shows mit Don Murphy organisierte, und dann nach Austin, Texas, wo er bei KOKE arbeitete und das CC Jubilee moderierte. In den 1960er-Jahren nahm er ein Gospel-Album mit den Kountry Boys auf.

## Diskographie

### Singles
|                         | Would I Be Satisfied / I'm Sorry For You Darlin' | Telecraft 101/102  |
| 1954                    | Give the Devil a Little Rope / I Wish            | Central 102/103    |
| 1957                    | A Lost Highway / Smudges on the Wall             | Central 119        |
| Unveröffentlichte Titel |                                                  |                    |
| 1955                    | - If Jesus Came to Your House                    | [Status unbekannt] |

### Alben
- 196?: If Jesus Came to Your House (Austin, mit den Kountry Boys)